# Харитонівка (Житомирський район)
Харито́нівка — село в Україні, у Житомирському районі Житомирської області. Адміністративний центр Харитонівської сільської громади.  Розташоване на берегах річки Тетерева, за 5 км на південний захід від районного центру, за З км від залізничної станції Коростишів та за 2 км від автошляху Київ — Львів. Населення — 683 чоловіка.  Більша частина якого розташована на правому березі річки Тетерева. Через село також протікає річка Вив'янка (Iв'янка), назва якої походить від слова «вививатить» (через форму русла).

## Історія
Історична дата утворення села в 1636 році.
Існує версія, що село було пов'язано з ім'ям чи з прізвищем Харитон, звідки і пішла назва села Харитонівка, та чи так це насправді невідомо. Радянську владу встановлено в січні 1918 року.
Під час Великої Вітчизняної війни билися проти німецько-фашистських загарбників 238 чоловік. За тимчасової гітлерівської окупації тут виникли й діяли партизанські загони ім. Щорса та ім. Чапаева, організаторами яких були жителі с. Рудні — брати Йосип, Іван, Адам та Олександр Цендровські. Опорною базою загонів була Рудня. В 1943 році під селом відбувся запеклий бій партизанів проти каральної експедиції, внаслідок якого села Рудня й Глибочок гестапівці перетворили на руїни. За виявлений героїзм в роки Великої Вітчизняної війни 173 жителі Харитонівки нагороджено орденами й медалями. 135 — загинуло смертю хоробрих. На честь загиблих воїнів-визволителів 1949 року споруджено пам’ятник.
Колишній орган місцевого самоуправління — Харитонівська сільська рада.

## Освіта, відпочинок, інфраструктура
У Харитонівці розташована церква Марії Магдалини датована 1918 року. Храм збудовано за часів УНР. У селі функціонує школа Харитонівська гімназія, дитячий садочок «Перлинка», фельшерський пункт, будинок культури,  бібліотека з книжковим фондом 7755 томів, відділення Нової пошти та магазини. Сільська рада с. Харитонівка також є органом місцевого самоврядування ще 3 сіл: Глибочок, Смолівка, Мамрин.
В селі розташований будинок відпочинку «Сосновий бір» (наразі не функціонує) Житомирського ВАТ «Житомиргаз».
Особливість села в унікальній рекреаційній зоні, що включає різноманіття лісів (дуб, сосна, береза), лугів так різноманіття рельєфу. Особливими є виступи гранітної породи вздовж річки Тетерів.

## Економіка
Основною діяльністю мешканців с. Харитонівка є сільське господарство (домашні господарства, фермерство), лісове господарство (на базах Коростишівського та Смолівецького лісового господарства) та ЧП «Гурчин», гранітне виробництво. Більшість чоловіків села працюють на виробництві гранітних виробів, підприємства яких сконцентровані в м. Коростишів, с. Мамрин та на базі домашніх підприємств.